# 支払えるだけ支払う方式
支払えるだけ支払う方式（英語: pay what you can, PWYC）は、商品やサービスに定められた価格に依存せず、代わりに商品やサービスにあると感じる価値の分だけ支払うように求める、営利または非営利のビジネスモデルである。販売促進戦術としてよく使用されるが、平時のビジネスでも用いられる。贈与経済や相互補助の変種である。 
「望むだけ支払う方式」は、同義語として使用されることもあるが、これは支払い意欲と支払い能力を総合して、感じた価値を評価させる方向性が強いのに対し、本方式は支払い能力によりフォーカスしていることが多い。 

## 動機
顧客は、製品に決まった料金を支払う義務がないという事実に惹かれる。これにより、値段が高すぎるという消費者の目に映る問題が一掃され、顧客は製品が実際に価値があるかどうかを自分で判断できるようになる。 

## 利点
- 今いる顧客の口コミにより、その家族や友人を潜在顧客として誘引できる。
- 自由市場調査の優れた方法であり、フィードバックである。たとえば、個人書店が自身の出版した本を販売しており、顧客がその本の価値を5ドルではなく10ドルだと評価し、実際にその額を支払うのであれば、書店側に適切と思われる価格を示唆できる。この情報は統計などに利用することもできる。
- 試用する上での障壁がなく、顧客は製品やサービスを無料で試せる。

## 実例
- アメリカ自然史博物館
- イン・レインボウズ
- Lentil as Anything
- メトロポリタン美術館
- One World Cafe
- SAME Cafe
- フリーウェア
- Humble Bundle
- Grace Ndiritu
- Panera Caresコミュニティカフェ[5]